# Pintu Padang Raya II
Pintu Padang Raya II is een bestuurslaag in het regentschap Tapanuli Selatan van de provincie Noord-Sumatra, Indonesië. Pintu Padang Raya II telt 1448 inwoners (volkstelling 2010).